# Cares de Mitilene

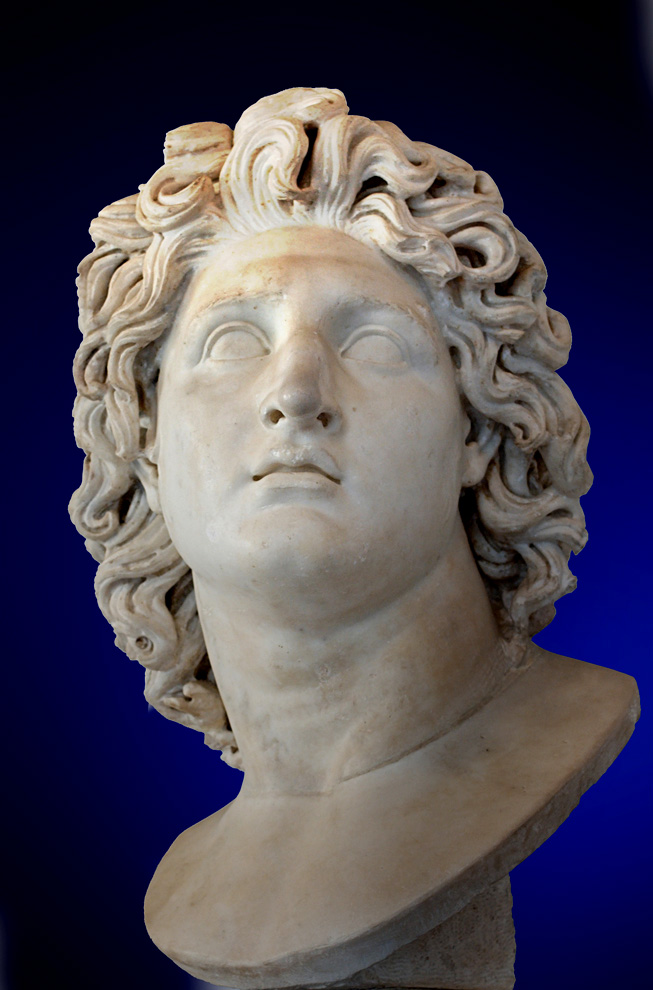
Alejandro Magno como Helios. Mármol, copia romana de un original helenístico de los siglos - a. C.

Cares de Mitilene (en griego antiguo: Χάρης ὁ Μυτιληναῖος) fue un griego, nacido en Mitilene, que pertenecía a la corte de Alejandro Magno. Fue nombrado mariscal de la corte, es decir, estaba encargado de presentar a los extranjeros ante el rey, un cargo tomado prestado de los aqueménidas. Escribió una historia de Alejandro en diez libros, en los que se ocupa principalmente de la vida privada del rey, incluyendo una descripción de la introducción de la costumbre persa de la proskynesis en la corte de Alejandro. Algunos fragmentos de esta obra fueron preservados por Ateneo.